# Macronychoides amnicola
Macronychoides amnicola is een keversoort uit de familie beekkevers (Elmidae). De wetenschappelijke naam van de soort werd in 1923 gepubliceerd door George Charles Champion.